# Limbiate
Limbiate ist eine norditalienische Gemeinde (comune) mit 34.993 Einwohnern (Stand 31. Dezember 2023) in der Provinz Monza und Brianza in der Lombardei. Die Gemeinde gehörte bis 2004 zur Provinz Mailand und ist seitdem Teil der neugeschaffenen Provinz Monza und Brianza.
Die Gemeinde liegt etwa zehn Kilometer nördlich von Mailand und etwa zehn Kilometer westlich von Monza an der Provinzialstraße 527. Westlich der Gemeinde fließt der Lambro. Teile des Gemeindegebietes gehören zum Parco delle Groane.
Der 1964/65 entstandene Freizeitpark città satellite ist seit 2002 geschlossen, eine geplante Wiedereröffnung zur EXPO 2015 in Mailand kam nicht zustande. 2017 wurden erstmals Führungen durch den geschlossenen Park angeboten.